# Kudamatsu
Kudamatsu (Japans: 下松市, Kudamatsu-shi) is een stad in de prefectuur Yamaguchi, Japan. Begin 2014 telde de stad 55.200 inwoners.

## Geschiedenis
Op 3 november 1939 werd Kudamatsu benoemd tot stad (shi). Dit gebeurde na het samenvoegen van Kudamatsu met de gemeenten Hanaoka, Kubo en Suetake-minam.
Steden:
Hagi · Hikari · Hofu · Iwakuni · Kudamatsu · Mine · Nagato · Sanyo-Onoda · Shimonoseki · Shunan · Ube · Yamaguchi (hoofdstad) · Yanai

Districten:
Abu · Kuga · Kumage · Oshima
Gemeenten per district